# Store Søgård Sø
Store Søgård Sø er en sø beliggende ca. 5 km øst for Kliplev i Aabenraa Kommune i Sønderjylland. Søen er ca. 3 km lang, og op til 1 km bred.
Ved nordenden ligger den tidligere herregård, der nu huser Søgårdlejren, der ved den nord-sydgående gamle hovedvej 10 er forbundet med Lille Søgård Sø, der ligger mod øst. Søen er omgivet af den 153 hektar store Søgård Skov .
Et område på 40 hektar blev fredet i 1935; området består af søbredderne ved nordenden af søen, med den skov, der naturligt hører med til disse bræmmer.
Søerne, der ligger i 35 moh. er begge meget næringsrige, og får tilført for meget fosfor; Tidligere var  de rene og klarvandede lobeliesøer.[kilde mangler]
Biologisk Institut ved  Syddansk Universitet har siden 2001 haft en feltstation i Forsvarets bygninger. Ved østsiden af den sydlige del af søen ligger byen Søgård

## Eksterne kilder og henvisninger
1. ↑  Søgård Skov Arkiveret 25. november 2011 hos  Wayback Machine på Naturstyrelsens websider
2. ↑  Om fredningen på Danmarks Naturfredningsforenings sider

54°56′04″N 9°26′34″Ø / 54.9345°N 9.4428°Ø